# Красивіше за тебе
«Красивіше за тебе» (тур. Senden Daha Güzel) — турецький телесеріал 2022 року у жанрі романтичної комедії та мелодрами створений компанією Gold Film. В головних ролях — Джемре Байсел, Бурак Челік.
Перша серія вийшла в ефір 7 червня 2022 року.
Серіал має 1 сезон. Завершився 14-м епізодом, який вийшов у ефір 17 вересня 2022 року.
Режисери серіалу — Дениз Колош, Кетче, Ерсой Гюлер.
Сценарист серіалу — Айше Унер Кутлу.

## Сюжет
Події серіалу розгортатимуться навколо двох молодих людей, які вирішили присвятити своє життя медицині. Іноді трапляється так, що дві абсолютно незнайомі людини з першого погляду починають відчувати велику неприязнь один до одного. Як тільки їхні шляхи перетинаються, то це не може обійтися без чергової суперечки або конфлікту. Або ж починають виходити назовні усі негативні емоції. Тільки ніхто не може стверджувати, що саме на них чекатиме попереду.

## Актори та ролі
| Актор             | Роль            |
| ----------------- | --------------- |
| Джемре Байсел     | Ефсун           |
| Бурак Челік       | Емір            |
| Ебру Кюндюбейоглу | Первін Сойлу    |
| Берат Єнілмез     | Кая Демірхан    |
| Севінч Ербулак    | Серпіл Демірхан |
| Джем Куртоглу     | Ферді           |
| Джіхан Ерджан     | Яшар            |
| Тугче Кумрал      | Шірін           |
| Гозде Кая         | Гюлден          |
| Аніл Челік        | Мете            |
| Мерве Шен         | Біннур          |
| Азіз Канер        | Танер           |
| Кім'я Ґьокче      | Джанан          |
| Озан Кая          | Джем            |
| Юнус Ескі         | Сарп            |
| Беріл Колку       | Бурджу          |
| Мутлунур Лафчі    | -               |
| Сена Чакір        | Асли            |
| Шафак Пекдемір    | Севда Тузкан    |

## Сезони
| Сезон | Епізоди | Епізоди | Оригінальний показ | Оригінальний показ | Оригінальний показ |
| Сезон | Епізоди | Епізоди | Перший показ       | Останній показ     | Мережа             |
| ----- | ------- | ------- | ------------------ | ------------------ | ------------------ |
| 1     | 14      | 14      | 7 червня 2022      | 17 вересня 2022    | FOX                |

## Рейтинги серій
| Серія      | Рейтинг (TOTAL) | Рейтинг (AB) | Рейтинг (ABC1) |
| ---------- | --------------- | ------------ | -------------- |
| 1          | 3.11            | 2.60         | 3.13           |
| 2          | 3.12            | 2.69         | 3.17           |
| 3          | 3,85            | 3,24         | 3,84           |
| 4          | 3,77            | 3,40         | 3,65           |
| 5          | 3,59            | 2,88         | 3,48           |
| 6          | 3,95            | 3,10         | 3,57           |
| 7          | 3,84            | 2,72         | 3,10           |
| 8          | 3,74            | 3,20         | 3,28           |
| 9          | 3,41            | 3,09         | 3,21           |
| 10         | 3,27            | 2,84         | 2,83           |
| 11         | 3,49            | 2,11         | 2,65           |
| 12         | 1,88            | 1,98         | 1,78           |
| 13         | 1,94            | 1,50         | 1,79           |
| 14 (фінал) | 1,85            | 1,20         | 1,33           |

## Нагороди
| Рік  | Премія                       | Категорія                               | Номінант          | Результат |
| ---- | ---------------------------- | --------------------------------------- | ----------------- | --------- |
| 2022 | 48. Премія «Золотий метелик» | Найкращий романтичний комедійний серіал | Красивіше за тебе | Номінація |